# 麥斯·彭利拿
域陀連奴·麥斯美利安奴·「麥斯」·彭利拿·柏斯（Victorio Maximiliano "Maxi" Pereira Páez，1984年6月8日—）出生於蒙特維多，烏拉圭足球員，現效力烏拉圭足球甲級聯賽球會蒙特維多河床，亦是烏拉圭國家隊隊員。
麥斯彭利拿司職右後衛，亦可客串中場。

## 球會
2002/03球季季初，彭利拿於本土球會防衛者體育展開其職業足球生涯，時齡只有18歲。不久他便成為球隊重心，在球隊夥拍冈萨雷斯合作無間，單在2005年球季他便在烏甲攻入生涯最高的16球。2006/07球季完結後，迪芬沙失去這對組合，干沙利斯轉會小保加，而彭利拿則和同鄉洛迪古斯共赴葡萄牙球會賓菲加。
在他於葡超的首個球季，彭利拿起初擔任右中場，這完全暴露他速度慢的弱點。但他在2007年11月主場大勝博維斯塔6:1一戰梅開二度，又在歐聯對AC米蘭時以左腳禁區外射門破網，逼和對手1:1。
在緊接的球季，彭利拿轉形成為右後衛，以頂替轉會貝迪斯的馬高斯，並成為球隊的正選。

## 國家隊
自2005年10月26日，彭利拿便成為烏拉圭國家隊成員，那是一場敗於墨西哥的友賽，彭利拿迅即成為國家隊正選，並代表國家隊出戰2007年美洲國家盃。
他獲選南非舉行的2010年世界盃大軍名單，在所有烏拉圭的賽事皆有上陣，在八強對加納，他在互射十二碼中射失，但仍無阻球隊晉級四強。在對荷蘭的四強賽事，他在補時一分鐘射入首個國際賽入球，但球隊仍以2:3落敗出局。

### 國際賽入球
| 入球 | 日期           | 球場                   | 對手 | 入球比數 | 賽果 | 賽事               |
| ---- | -------------- | ---------------------- | ---- | -------- | ---- | ------------------ |
| 1    | 2010年7月6日   | 南非開普敦開普敦球場   | 荷蘭 | 2–3      | 2–3  | 2010年世界盃       |
| 2    | 2012年6月10日  | 烏拉圭蒙特維多世紀球場 | 秘魯 | 2–0      | 4–2  | 2014年世界盃外圍賽 |
| 3    | 2013年11月13日 | 約旦安曼安曼國際體育場 | 约旦 | 1–0      | 5–0  | 2014年世界盃外圍賽 |

## 榮譽
- 葡超：2009/10
- 葡萄牙聯賽盃：2008/09、2009/10

## 外部連結
- 國家隊統計[永久] （西班牙文）
- Zerozero個人統計資料[永久]
- ForaDeJogo數據（页面存档备份，存于） （葡萄牙文）
- 麥斯·彭利拿在National-Football-Teams.com的資料